# 茨城町ジャンクション
茨城町ジャンクション（いばらきまちジャンクション）は、茨城県東茨城郡茨城町大字小鶴にある、北関東自動車道（栃木-茨城区間）と東関東自動車道を接続するジャンクション。
春や秋の行楽シーズンでは、国営ひたち海浜公園からの自動車が友部JCTまで渋滞することがある。

## 歴史
- 2010年（平成22年）3月6日：東関東自動車道・茨城空港北IC - 茨城町JCT間開通に伴い、供用開始[1]。

## 接続する道路
- E50 北関東自動車道（15-1番）
- E51 東関東自動車道（18番）

## 隣
E50 北関東自動車道
(15)茨城町西IC - (15-1)茨城町JCT - (16)茨城町東IC
E51 東関東自動車道
(17)茨城空港北IC - (18)茨城町JCT